# Giovanni Francesco Bezzi
Giovanni Francesco Bezzi conosciuto anche come Nosadella (1530 – 1571) è stato un pittore italiano.
Sviluppò il suo lavoro durante l'epoca manierista, principalmente a Bologna, e Nosadella è il nome della via in cui visse, tuttora esistente.
Probabilmente viaggiò anche a Roma.
Fu discepolo di Pellegrino Tibaldi. Attivo intorno al 1550 nella Sala di Susanna del bolognese Palazzo Poggi dove, alle decorazioni su cartoni del Tibaldi, si alternano quattro scene a più mani, tra cui la Lapidazione dei Vecchioni attribuita al Nosadella, opera di forte impatto visivo e per certi versi protobarocca nell'impianto compositivo.
Solo per pochi dipinti la critica è concorde nell'attribuzione al Nosadella. Tra questi Madonna e Bambino coi Santi, dipinto per l'oratorio del Santuario di Santa Maria della Vita, a Bologna e Circoncisione  (1571), dipinto per la chiesa di Santa Maria Maggiore e completato da Prospero Fontana.
Fu maestro del pittore bolognese Bartolomeo Cesi negli anni della sua formazione giovanile.

## Opere
- Sacra Famiglia con san Giovanni Battista, 1550-1560 circa